# Süderende
Süderende (frisó septentrional Söleraanj) és un dels municipis de l'illa de Föhr (Illes Frisones) que forma part del districte de Nordfriesland, dins l'Amt Föhr-Amrum, a l'estat alemany de Slesvig-Holstein. Segons el cens de 2022 te una població de 178 habitants.

## Història
El municipis formava part d'Oldsum, sent-ne el seu extrem sud. Després de la pèrdua per Dinamarca davant Prússia de la Guerra dels Ducats el 1864 i la reforma municipal posterior, Süderende es va convertir en municipi independent.

## Idioma
El llenguatge comú entre els habitants és el fering, variant del frisó septentrional. La llengua es manté viva per ser transmesa a la pròxima generació de molts dels habitants.